# 雪花の虎
『雪花の虎』（ゆきばなのとら）は、東村アキコによる日本の歴史漫画。『ヒバナ』（小学館）にて2015年4月号（創刊号）から2017年9月号（最終号）まで連載された後、『ビッグコミックスピリッツ』へ移籍して2018年7号から2020年48号まで隔週連載された。
戦国武将・上杉謙信が女性であったという説を題材とした作品で、作者にとって初となる歴史漫画作品である。詳細な歴史上の説明を要する際は、歴史が苦手な人に向けた「アキコのティータイム」という雑談や近況を交えた簡易な説明が同じページの下部で展開される。

## あらすじ
上杉謙信の誕生から、第四次川中島の戦いまでを描く。
越後守護代・春日山城主長尾為景の継室紺はある夜、夢に仏が現れ紺の腹を借りたいと告げる。為景に了承を得るためその場は断り、為景に相談をすると、その仏は毘沙門天に違いないと為景も承諾する。
享禄2年（1529年）、為景の第3子が誕生するが、その子は女児であった。しばし悩んだ末、為景は男児用にと考えていた名前「虎千代」を女児に与え、姫武将に育てることを誓う。
天文 (元号)9年（1540年）、為景は隠居し、晴景が長尾家の家督を継ぎ、その年の暮れに為景が死亡。明けて天文10年（1541年）、虎千代は初潮を迎える。隣国・甲斐の武田家では、当主・武田信虎の暴政に家臣たちの我慢も限界に達し、長子・晴信へ信虎を討つことを持ちかけ、晴信は信虎の駿河追放を行い、武田家の家督を継いだ。
虎千代は晴景が烏帽子親となって元服し「景虎」を名乗るようになる。天文13年（1544年）、謀反を起こした豪族を鎮めるため栃尾城に入った景虎は、これを鎮圧し、初陣を飾る（栃尾城の戦い）。天文14年（1545年）、為景の代からの家臣であった黒田秀忠が、晴景を見限って謀反を起こすが、景虎によって鎮圧される。景虎自身は戦嫌いの兄・晴景の右腕となって戦っているつもりなのだが、周囲はそうは思わず、景虎派と晴景派との対立は深まって行く。晴景は形ばかりの兵を挙げ、景虎と対峙するが、越後守護の上杉定実の取り成しによって、晴景の隠居と景虎の家督継承が成る。
（以上、4巻まで）

## 登場人物

### 長尾家
虎千代 → 景虎 → 上杉政虎
長尾家（府中長尾家）の次女。通称は虎（とら）。身分を隠して女中や市勢の女性に扮する際には「お虎」を名乗ることもある。
妊娠中の母の夢枕に毘沙門天が現れ、生まれる子は毘沙門天の化身だと予言したため、次期城主として頼りない嫡男・晴景に代わる立派な男子が生まれるものだと期待された。
女子であったため、一度は気落ちした父が一転して姫武将として育てると宣言し、男子と同様に武道と学問を習い育った。
長尾家当主が女であることは、特に秘匿しているわけではないが、喧伝もしていないため、周辺国では武田家をはじめ「女という噂もある」くらいの認識。
生理痛はかなり重く、作中ではたびたび寝込んでいる。
弘治2年（1556年）のいわゆる「出家騒動」は、流産の影響も重なり、子の父である進士源十郎に会いに行くためとなっている。
長尾為景
前越後守護代・春日山城主。景虎の父。百戦錬磨の猛将として、熾烈な領地争いに勝ち越後の多くを支配する戦国大名となったが、国内豪族との争いの火種を抱える。
長尾晴景
景虎の18歳年上の兄。越後守護代にして春日山城主。長尾家の嫡男。頭脳明晰というわけでもなく、体も弱いため、大将の器ではないと思われている。本人もそのことは自覚しており、戦よりも鼓を打つほうを好む。
特に冬場は咳が酷くなり、薬を服用している。
景虎の性別を確認しようとした武田方の「草」（山本勘助の配下）を降雪中の夜に殺害し、症状を悪化させて亡くなる。
紺
景虎の母。娘を男として育てるという夫の方針に絶句し、妹を男として元服させようとする息子にも絶句する。
綾
景虎の5歳年上の姉。14歳の時に坂戸城主・上田長尾家の嫡男で後に家を継ぐ長尾政景に嫁ぐ。
お仙 / お竹
春日山城の女中。お仙は空気を読まない言動が多い。
捨丸
お仙の弟。子供のころから景虎と共に春日山を馬で駆け回っていたため、馬の名手である。

### 林泉寺
光育（こういく）
林泉寺の第6代住持。
宗謙（しゅうけん）
林泉寺の僧、後に第7代住持。史実の益翁宗謙。幼くして寺に預けられた虎千代を厳しく、時には優しく導く。初潮を迎え混乱する景虎を慰め励ます。
山中の隠し湯で出会った際に晴信から口説かれて怯んだ景虎から、「男」を知るためにと請われ、身体を重ねる。

### 長尾家の家臣
本庄実乃（ほんじょう さねより）
栃尾城城主。姫である景虎の男っぷりに惚れ込み、栃尾城に迎える。景虎に女子であることを隠して戦に臨むことを進言し、白い頭巾の着用も勧めている。
黒田秀忠（くろだ ひでただ）
黒滝城城主。為景の代より仕える老臣。病弱な晴景に不満を持ち反乱を起こすが、越後の諸将をまとめ上げた景虎に敗れる。景虎は秀忠の言にはまったく耳を貸さず「腹を召されよ」というだけであったが、上杉定実の取り成しで死は免れている。
その後に再び反乱を起こし、この際には秀忠をはじめ、一族が根絶やしとなる。
小島弥太郎（こじま やたろう）
元山賊。山中で肉食していたため身体が大きく力もある。頭は悪いが腕っぷしが強く、景虎の用心棒として雇われる。
景虎を「虎様」と呼び慕う。足利義藤らと会った際には、その時に景虎が女中の扮装をしていたこともあって、景虎本人に間違われていた。
宇佐美定満（うさみ さだみつ）
景虎の軍師。
斎藤朝信（さいとう とものぶ）
赤田城城主。
シロ
当初は伝令であったが、景虎と背格好が似ており、顔も似ていなくもないこと、および武田晴信を見たことがあり、判別が可能だったことから、景虎の影武者に抜擢された青年。影武者として景虎と共に行動することも多く、上洛する際にも同道している。
後に景虎より「甘粕白太郎長重」（あまかす しろたろう ながしげ）の名を貰う。
麦
シロの妹。シロと違って、家事全般をなんでもこなし、お仙やお竹も関心するほど。
大熊朝秀（おおくま ともひで）
武田と内通し、武田方に就く。これによって晴信ら武田方は景虎が女であるという確定情報を得ることになった。
村上義清（むらかみ よしきよ）
上田原の戦い、砥石崩れと武田軍に大勝した猛将。自身も槍の達人である。
長らく長尾家とは敵対していた家柄ではあるが、山本勘助の調略によって武田に敗れ（葛尾城の戦い）、景虎を頼って臣下となる。
義清の要請に応えて景虎が出陣したことによって第一次川中島の戦いが起こることになる。

### 甲斐国
武田晴信（後の信玄）（たけだ はるのぶ）
武田家当主。幼少時から利口で、父親から疎まれていた。
細身で狐顔。山中の隠し湯で出会った不思議な瞳の女に心惹かれ、自身が女の瞳を「北の海のような」と見たことのない風景に例えたように、北を目指して領土拡張を行う（無論、領土が海に面することで豊かになるということもある）。
第四次川中島の戦いで直接相対するまで、その女が景虎その人であったことには気づかなかった。第四次川中島の戦い後は北上を止めて南下し、待望の太平洋側の領地を獲得する。
武田信繁（たけだ のぶしげ）
晴信の4歳年下の弟。利口で闊達な晴信に比べると、凡人であったが、父親からは可愛がられた。
武田信虎（たけだ のぶとら）
晴信の父。老臣の諫言を聞き入れず、内政に取り組もうとしなかったため、晴信に謀られて国外追放され、娘の嫁ぎ先である駿河の今川義元の下に身を寄せ隠居の身となる。
山本勘助（やまもと かんすけ）
武田家の軍師。調略に長け、三ツ者を組織する。
諏訪（すわ）
晴信の側室。息子・四郎を産んでいる。

### 朽木谷
足利義藤（あしかが よしふじ）
室町幕府十三代将軍。三好長慶に京を追われ、朽木谷に逃れてきた。
剣豪・塚原卜伝の直弟子であり、素振りしているような描写も多い。腕前は弥太郎を打ち負かすほどで、弥太郎とは意気投合している。
後に「義輝」と改名。
近衛晴嗣（このえ はるつぐ）
右大臣。義藤とは幼馴染。
細川藤孝（ほそかわ ふじたか）
義藤の側近。
進士源十郎藤延（しんし げんじゅうろう ふじのぶ）
義藤の側近。供御方として主に食事の準備を担当。
偽名として「明智」を名乗る。後身は明智光秀である。
三好勢の暗殺者の毒刃から景虎をかばい、負傷。2人で高野山へ逃れた際に子を成す。
近衛稙家（このえ たねいえ）, 細川晴広（ほそかわ はるひろ）
晴嗣、藤孝の父親たち。上洛した景虎一行をもてなす。ただし、その景虎は影武者のシロであった。
息子たちの言によれば、話し出すと長いとのこと。

### 三好家
三好長慶（みよし ながよし）
三好家当主。
千宗易（せんの そうえき）
長慶の義弟。景虎を茶の席でもてなす。
松永久秀（まつなが ひさひで）
長慶の腹心。山本勘助と仲が良い。

### 市井の人々
お凛
春日山城下の茶屋の娘。お忍びで城下で遊ぶ「はるさん」こと晴景が心を許せる女。
天文17年（1548年）、晴景の子を宿していたが、景虎を守護代に擁立しようする一派が晴景を毒殺しようと飲み水に盛った毒を飲み、死亡。
蔵田五郎左衛門
越後商人。天文21年（1552年）の景虎の初上洛の際に、京までの案内役を務め同行する。
お蘭
善光寺門前町の薬売り。
後に景虎の「お匙」（藥医）として婦人薬を処方する。

## 書誌情報
- 東村アキコ 『雪花の虎』 小学館〈ビッグコミックススペシャル〉、全10巻
  1. 2015年9月11日発売[4][5]、ISBN 978-4-09-187188-6
  2. 2016年2月12日発売[6]、ISBN 978-4-09-187565-5
  3. 2016年9月12日発売[7]、ISBN 978-4-09-187565-5
  4. 2017年1月12日発売[8]、ISBN 978-4-09-189444-1
  5. 2017年11月10日発売[9]、ISBN 978-4-09-189752-7
  6. 2018年8月9日発売[10]、ISBN 978-4-09-860103-5
  7. 2019年3月12日発売[11]、ISBN 978-4-09-860276-6
  8. 2019年9月12日発売[12]、ISBN 978-4-09-860435-7
  9. 2020年4月10日発売[13]、ISBN 978-4-09-860660-3
  10. 2021年2月12日発売[14]、ISBN 978-4-09-861006-8